# 익양후 왕분
익양후 왕분(益陽侯王玢, 생몰년 미상)은 고려의 종실이자 공양왕의 증조부이며 서원후와 황보씨(皇甫氏)의 아들이다.
생전 익양후에 봉해졌으며 1305년 3월, 강경룡(康慶龍)과 민간 감시(監試)를 하였다. 다음날 충렬왕이 그를 만나 민간의 일을 묻자 거리낌없이 답하니 충렬왕이 감동하여 왕분에게 곡식을 하사하였다. 왕분은 박씨(朴氏)와 결혼하여 공양왕의 조부인 순화후, 보성군(寶城君), 익흥군(益興君)을 낳았으며 왕분이 언제 죽었는지는 전해지지 않는다.
이후 증손 공양왕이 즉위하자 1390년, 진한국인숙공(辰韓國仁肅公)으로 추봉되어 적경원에 신주가 안치되었다. 동시에 그의 아내 박씨도 진한국장경비(辰韓國莊敬妃)로 추봉되어 같은 예로 안치되었다.